# Pietro Mennea - La freccia del Sud
(Carlo Vittori a Pietro Mennea)
Pietro Mennea - La freccia del Sud è una miniserie televisiva italiana, in onda il 29 e il 30 marzo 2015, in prima serata, su Rai 1, ideata e diretta da Ricky Tognazzi, basata sulla vita dell'atleta olimpionico Pietro Mennea (1952 - 2013), liberamente tratta dal libro La grande corsa dello stesso Mennea e con la consulenza di Manuela Olivieri, Carlo Vittori e Gianni Minà.

## Trama
Poco prima della semifinale dei 100 metri piani di Mosca 1980, Pietro Mennea ricorda la sua carriera fin qui: gli inizi con l'AVIS Barletta, le prime gare nazionali a Termoli dove suscita l'interesse di Carlo Vittori, i duri allenamenti a Formia, il bronzo di Monaco 1972 a cui segue il massacro degli atleti israeliani, la delusione di Montréal 1976, il record mondiale dei 200 m piani, l'amore per Manuela. La freccia del sud è eliminata, ma troverà la forza per vincere i 200 metri piani.

## Ascolti
| nº | Prima TV Italia | Telespettatori | Share  |
| -- | --------------- | -------------- | ------ |
| 1  | 29 marzo 2015   | 5.300.000      | 20,32% |
| 2  | 30 marzo 2015   | 6.688.000      | 25,00% |

## Produzione
Prodotto dalla Casanova Multimedia di Luca Barbareschi e da Rai Fiction, la miniserie è sostenuta da Apulia Film Commission grazie al lavoro di 59 unità (30 attori e 29 professionisti).

## Location
Le riprese sono state effettuate in otto settimane dal 5 giugno al 26 luglio 2014 a Casamassima (Bari), Barletta,  Bisceglie (Barletta), Bari, Formia e Repubblica Ceca.

## Errori
Se si escludono le parti volutamente romanzate, ci sono alcuni errori di produzione:
- In una scena si vedono esposte foto di due sportivi dell'atletica azzurra: se quella di Ugo Frigerio è coerente con la collocazione temporale, non lo è quella di Alberto Cova, poiché a quel tempo l'atleta non gareggiava ancora.
- In una partenza si sentono i comandi di uno starter, "ai vostri posti" e "pronti", poi si inquadra un braccio che si alza di scatto e si sente uno sparo. In realtà dopo "ai vostri posti" lo starter verifica che gli atleti siano a posto e alza il braccio, per poi dare il "pronti" e al momento giusto spara.
- In alcune scene di gare internazionali si sentono i comandi dello starter in inglese, ma all'epoca i comandi erano nella lingua di dove si svolgeva la gara.
- In tutte le inquadrature di schermi televisivi dal 1968 in avanti è stato inserito il logo Rai della messa in onda, ma il logo apparve dal giugno 1978 durante i mondiali di calcio, solo per alcuni secondi di tanto in tanto e poi dal 1979 rimase in onda stabilmente.
- In una scena di qualche secondo, ambientata a Mosca durante le Olimpiadi del 1980, viene mostrata la Cattedrale di Cristo Salvatore; ma la Cattedrale, demolita nel 1931, è stata ricostruita solo negli anni '90.
- Poco prima di recarsi a Montréal per le Olimpiadi del 1976, si vede Mennea sedersi al volante di una Fiat Panda (anche se la vettura viene inquadrata solo in parte, si riconoscono i finestrini e i sedili). Il modello, però, sarà prodotto e commercializzato dalla Fiat solo dal 1980.
- Nella camerata dove alloggiano gli atleti nella scuola di Formia è appeso il gagliardetto della Fisd, Federazione che non esisteva al tempo, in quanto nata nel 1990 e poi trasformata nel CIP Comitato Italiano Paraolimpico.
- Nella palestra dove avviene il dialogo tra Mennea e Vittori prima delle Olimpiadi di Montréal, sullo sfondo si nota un campo di pallacanestro con la linea del tiro da tre punti a 6,75 m di distanza dal canestro. Tale regola è in vigore in Europa solo dal 1984, mentre nel 1976 il tiro da tre punti non era ancora stato introdotto.
- In una scena del secondo episodio, Pietro mostra alla madre Vincenzina la laurea da lui da poco conseguita. Sul diploma compare una data di nascita sbagliata, il 23 giugno 1952, anziché quella effettiva del 28 giugno di quell'anno.